# Conflito israelo-palestino
O conflito israelo-palestino (português brasileiro) ou conflito israelo-palestiniano (português europeu) é a designação dada à luta armada entre israelenses e palestinos, sendo parte de um contexto maior, o conflito árabe-israelense. As raízes remotas do conflito remontam aos fins do século XIX quando colonos judeus começaram a migrar para a região e se juntar a outros judeus remanescentes das invasões históricas. Sendo os judeus um dos povos do mundo que não tinham um Estado próprio, tendo sempre sofrido por isso várias perseguições, foram movidos pelo projeto do sionismo — cujo objetivo era refundar na Palestina um estado judeu. Entretanto, a Palestina nos últimos séculos foi habitada por uma maioria árabe, muitos oriundos da Síria e outros territórios vizinhos pertencentes ao Império Otomano em busca de pastoreio e outros trabalhos.

## História

### Fim do Século XIX - 1920: Origens

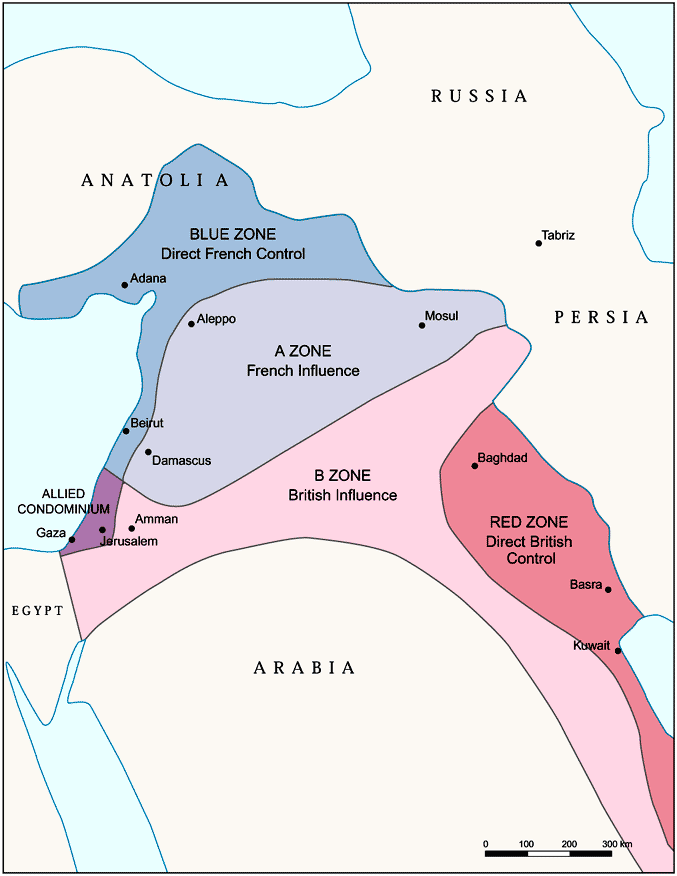
Zonas de influência francesa e britânica estabelecidas pelo Acordo Sykes-Picot

As tensões entre judeus e árabes começaram a emergir a partir da década de 1890, após a fundação do movimento sionista, e principalmente quando judeus provenientes da Europa começaram a emigrar, formando e aumentando comunidades judaicas na Palestina, por compra de terras dos otomanos e por compra direta a árabes proprietários de terrenos. No século XIX, quando propagava a ideia da migração em massa para o Oriente Médio, o movimento sionista cunhou um slogan famoso: "a Palestina é uma terra sem povo para um povo sem terra". A ideia não era de que o local estava vazio, mas sim de que os quase 500 mil habitantes do local no meio do século XIX, sendo cerca de 350 mil árabes 80 mil judeus e ainda outros grupos nunca haviam formado um estado soberano naquele território, tendo sempre sido terras colônias de grandes impérios. Mas o que deixou os árabes residentes na região da palestina especialmente furiosos, foi o fato de que fosse fundado um estado onde a religião não fosse a islâmica. Estabeleceram-se assim comunidades agrícolas nas terras históricas da Judeia e de Israel, que eram então parte do Império Otomano.
Em 2 de novembro de 1917, durante a Primeira Guerra Mundial, o Ministro Britânico de Relações Exteriores, Arthur Balfour, emitiu o que ficou conhecido como a Declaração Balfour, que diz: "O governo de Sua Majestade encara favoravelmente o estabelecimento na Palestina de um lar nacional para o Povo Judeu…". A pedido de Edwin Samuel Montagu e de Lord Curzon, uma linha foi inserida na declaração afirmando "que seja claramente entendido que nada será feito que possa prejudicar os direitos civis e religiosos das comunidades não-judaicas na Palestina, ou os direitos e estatuto político usufruídos pelos judeus em qualquer outro país". A Legião Judaica, um grupo de batalhões compostos sobretudo de voluntários sionistas, havia assistido os britânicos na reconquista da Palestina. A utilização do termo ambíguo "lar nacional" alarmou os árabes e, de forma a aplacá-los, em 7 de novembro de 1918 o Reino Unido assinou com a França a Declaração Anglo-Francesa, declarando como objetivo comum a ambos os países "a libertação final e completa dos povos que há muito vêm sendo oprimidos pelos turcos, e o estabelecimento de governos nacionais e administrações (na Síria, Iraque e Palestina) cuja autoridade deriva do livre exercício da iniciativa e escolha por parte das populações indígenas". No entanto, em 1919, num memorando governamental interno, Balfour declarou que não tinha intenção de consultar os habitantes da Palestina sobre as suas aspirações, contrariando assim a Declaração de 1918 e a Declaração Balfour na sua promessa de não prejudicar os direitos civis e religiosos das comunidades não-judaicas da Palestina. A oposição árabe a este plano levou aos motins de 1920 na Palestina e à formação da organização judaica conhecida como Haganah ("a Defesa", em hebraico), da qual mais tarde se separaram os grupos Irgun e Lehi.
Assinado em janeiro de 1919, o Acordo Faysal-Weizmann promovia a cooperação árabe e judaica para o desenvolvimento de uma Terra de Israel na Palestina e uma nação árabe numa larga parte do Oriente Médio.

### 1920 - 1948: Mandato Britânico da Palestina
Em 1920, a Conferência de San Remo, suportada em grande medida pelo Acordo Sykes-Picot (acordo anglo-francês de 1916), alocava ao Reino Unido a área que presentemente constitui a Jordânia, a área entre o rio Jordão e o mar Mediterrâneo e o Iraque. A França recebeu a Síria e o Líbano. Em 1922, a Liga das Nações concedeu ao Reino Unido um mandato na Palestina em condições semelhantes à Declaração Balfour. A população da área neste momento era predominantemente muçulmana, enquanto na maior área urbana da região, Jerusalém, era majoritariamente judaica.

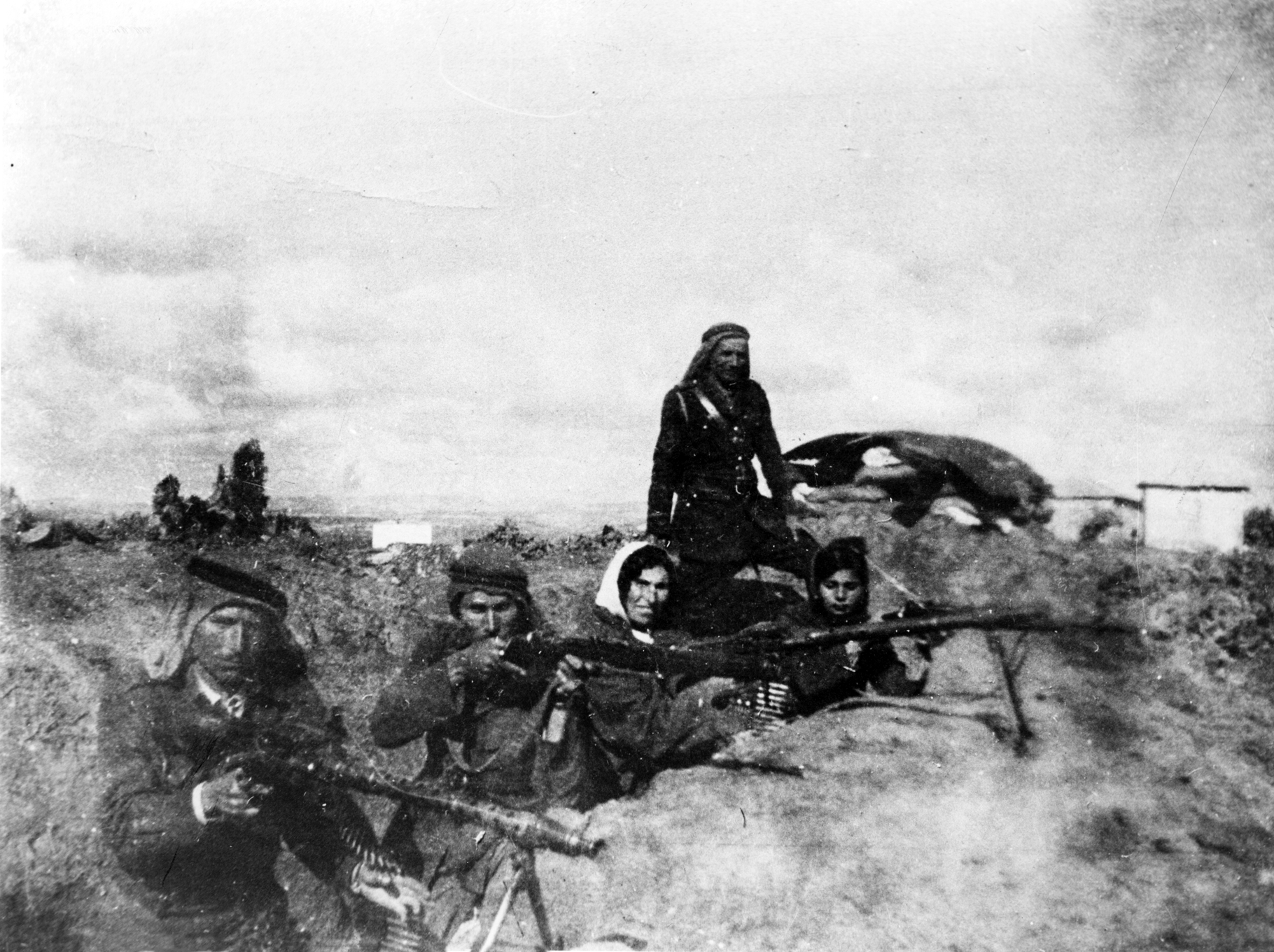
A Grande revolta árabe

O líder religioso muçulmano Mohammad Amin al-Husayni opôs-se à ideia da independência de parte da região da Palestina no Estado de Israel, objetando a qualquer forma de Terra de Israel. Durante a década de 1920 do século XX, as tensões aumentaram dando lugar a episódios de violência tais como as revoltas de Nebi Musa (1920) e as revoltas de Jaffa (1921). Para satisfazer os árabes e devido à inabilidade britânica para controlar a violência instalada no Mandato, foi criado, em todos os territórios a leste do rio Jordão, o semiautônomo Emirado da Transjordânia (correspondente a cerca de 80% do território do  Mandato). Apesar disso, a violência continuou a aumentar durante as décadas de 30 e 40, resultando em perdas de vidas em ambos os lados. Alguns dos fatos mais marcantes nesse período foram o Massacre de Hebrom de 1929, as atividades da organização islâmica Mão Preta, a grande revolta árabe (1936-1939), os ataques realizados pelo grupo militante Irgun, os massacres como o de Ein al Zeitun e o atentado do Hotel Rei Davi em 1946.[carece de fontes?]

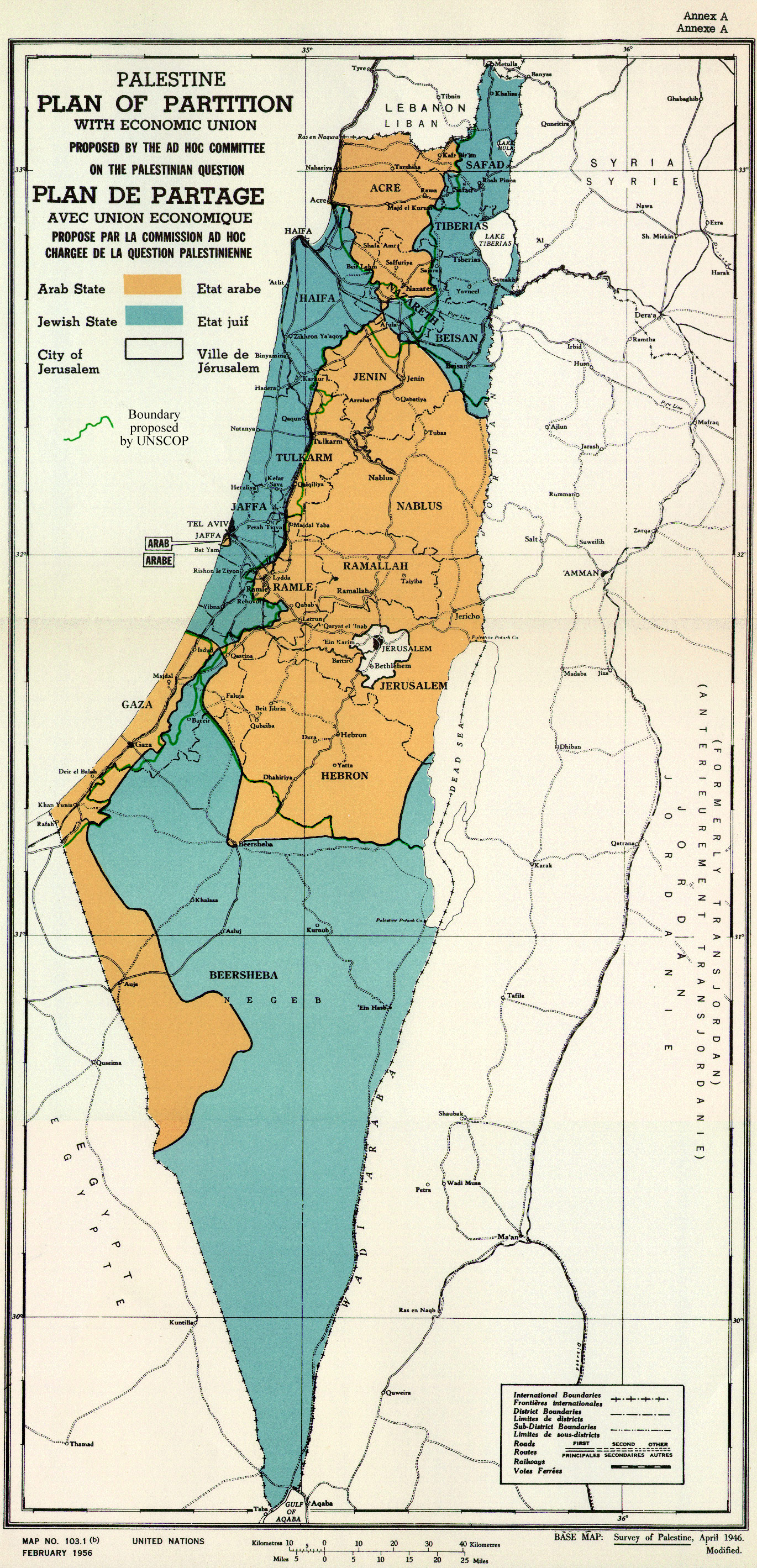
Mapa do Plano de Partilha da Palestina em novembro de 1947.

A recém-criada Organização das Nações Unidas recomendou a aplicação do Plano de partição da Palestina, aprovado pela Assembleia Geral das Nações Unidas através da Resolução 181, de 29 de novembro de 1947, propondo a divisão do país em dois Estados, um árabe e um judeu, baseando-se nas populações até então estabelecidas na região. Assim, os judeus receberam 55% da área, sendo que, deste percentual, 60% era constituída pelo deserto do Negueve. Segundo esta proposta, a cidade de Jerusalém, fundada pelos judeus, teria um estatuto de cidade internacional - um corpus separatum - administrada pelas Nações Unidas para evitar um possível conflito sobre o seu estatuto. A Agência Judaica aceitou o plano nos termos acordados. Em 30 de novembro de 1947, a Alta Comissão Árabe rejeitou o plano, na esperança de que o assunto fosse revisto e uma proposta alternativa apresentada. Nesta altura, a Liga Árabe não considerava ainda uma intervenção armada na Palestina, à qual se opunha a Alta Comissão Árabe. Em 14 de maio de 1948, um dia antes do fim do Mandato Britânico, a Agência Judaica proclamou a independência, nomeando o país de Israel nos territórios acordados e votados na partilha.[carece de fontes?]

### 1948 - 1967

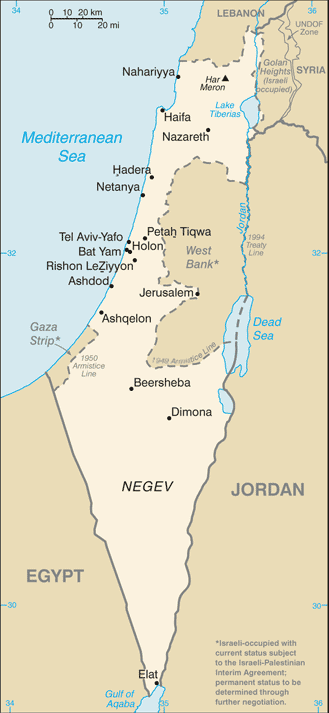
Fronteiras de Israel em 1949

Tropas da Transjordânia, Egito, Síria, Líbano e Iraque atacaram o recém-criado Estado de Israel. Os estados árabes declararam o propósito de proclamar um "Estado Unido da Palestina" em todo o território em detrimento de um estado árabe e de um estado judaico. Eles consideravam que o plano das Nações Unidas era ilegal porque vinha em oposição à vontade da população árabe da Palestina.[carece de fontes?]
As lutas terminaram com a assinatura do Armistício israelo-árabe de 1949, que formalizou o controle israelita das áreas alocadas ao estado de Israel juntamente com mais de metade da área alocada ao estado árabe. A Faixa de Gaza foi ocupada pelo Egito e a Cisjordânia foi ocupada pela Transjordânia (que passou a se chamar simplesmente de Jordânia), até junho de 1967, altura em que Israel voltou a conquistar esses territórios durante a Guerra dos Seis Dias.[carece de fontes?]
Cerca de dois terços dos árabes da Palestina fugiram ou foram expulsos dos territórios que ficaram sob controle judaico (68% destes estimulados pelos próprios governos dos países árabes para que os seus exércitos pudessem "arrasar mais facilmente" o novo Estado que surgia) criando uma grande onda de refugiados que se abrigaram para campos nos países vizinhos tais como o Líbano, a Jordânia, a Síria, a Cisjordânia e para a área que mais tarde se tornaria conhecida como a Faixa de Gaza. Aos palestinos que abandonaram ou foram expulsos das áreas ocupadas pelos israelitas não foi permitido o regresso às suas casas. As Nações Unidas estimam que cerca de 711 mil. árabes tornaram-se refugiados como consequência do conflito. O destino dos refugiados palestinos de hoje é um grande ponto de discórdia no conflito israelo-palestino. Com a não absorção dos árabes palestinos pelos países árabes e a não criação do Estado Palestino, os árabes palestinos se auto-constituíram povo e passaram a exigir o seu retorno a suas antigas casas, apesar de a grande maioria já não ter nascido nas regiões reivindicadas.
Durante as décadas seguintes ao fim da guerra de 1948, entre 700 mil e 900 mil judeus foram igualmente expulsos dos países árabes onde viviam. Em muitos casos isto foi devido a um sentimento antijudeu, ou devido a expulsão (no caso do Egito) ou ainda devido a opressões legais (no Iraque). Deste número, cerca de dois terços acabaram por se deslocar para campos de refugiados em Israel, enquanto os restantes migraram para França, Estados Unidos e para outros países ocidentais (incluindo a América Latina).[carece de fontes?]
Durante a década de 1950, Israel foi atacado constantemente por militantes, principalmente a partir da Faixa de Gaza, que estava sob controle egípcio. Em 1956, Israel criou uma aliança secreta com o Reino Unido e a França destinada a recapturar o canal do Suez, que os egípcios tinham nacionalizado (ver Guerra do Suez). Apesar da captura da península do Sinai, Israel foi forçado a recuar devido à pressão dos Estados Unidos e da União Soviética, em troca de garantias de direitos marítimos de Israel no Mar Vermelho e no Canal.
Em 1964 os estados árabes estabeleceram a OLP. O artigo 24º da carta (ou pacto) de fundação da OLP, de 1964 estabelecia: "Esta Organização não exerce qualquer soberania territorial sobre a Cisjordânia, sobre a Faixa de Gaza e sobre a Área de Himmah." Em 1967 o Egito bloqueia o canal de Suez aos navios israelenses e inicia manobras militares na península do Sinai, ao mesmo tempo que a Jordânia e Síria mobilizavam seus exércitos, na fronteira com Israel. Prevendo um ataque iminente, Israel inicia a guerra preventiva (Guerra dos Seis Dias).[carece de fontes?]

### 1967 - 1993
Em consequência da guerra, Israel expandiu-se territorialmente, ocupando a Cisjordânia (conquistada da Jordânia), a Faixa de Gaza e a península do Sinai (conquistadas do Egito) e as colinas de Golã (conquistados da Síria). A parte da Cidade Antiga de Jerusalém (também chamada Jerusalém Oriental), tomada a 7 de junho por Israel da Jordânia, seria reunificada por Israel com a Cidade Nova, formando um município sob jurisdição israelita.
O fracasso dos Estados Árabes na guerra de 1967 levou ao surgimento de organizações não-estatais árabes no conflito, sendo a mais importante a Organização de Libertação da Palestina (OLP), que foi concebida sob o lema "a luta armada como única forma de libertar a pátria.". No final da década de 1960 e início da década de 1970, grupos palestinos lançaram uma onda de ataques contra alvos israelenses ao redor do mundo, incluindo um massacre de atletas israelitas nos Jogos Olímpicos de Verão de 1972, em Munique, na Alemanha. Israel reagiu com a Operação Cólera de Deus, no qual os responsáveis pelo massacre de Munique foram encontrados e executados.
Em 1973 começa a Guerra do Yom Kippur. Entre 1977 e 1979, Israel e Egito fazem um acordo de paz: Israel retirou-se da península do Sinai e concordou em iniciar negociações sobre uma possível autonomia para palestinos em toda a Linha Verde, um plano que nunca foi executado. O governo israelense começou a encorajar assentamentos judeus no território da Cisjordânia, criando atritos com os palestinos que viviam nessas áreas. Em 1978, Israel invade o sul do Líbano (Operação Litani) e chegaram até o rio Litani, com o objetivo de liquidar as bases da Organização de Libertação da Palestina no país, já que a guerrilha palestina costumava contra-atacar o norte de Israel. A invasão foi um sucesso militar, já que as forças da OLP foram empurrados para norte do rio. No entanto, o clamor internacional levou à criação das forças de paz FINUL e de uma retratação parcial israelita.[carece de fontes?]
Em 1982, Israel invade o Líbano, em uma tentativa de remover os militantes do Fatah, liderados por Yasser Arafat do sul do Líbano, onde tinham estabelecido, durante a guerra civil do país, um enclave semi-independente utilizado para lançar ataques terroristas a civis israelenses. A invasão, que levou à morte de 20 mil civis libaneses, foi amplamente criticada tanto dentro como fora de Israel, especialmente após o ataque da milícia cristã aos palestinos da região, no episódio que ficou conhecido como massacre de Sabra e Shatila, perpetrado pela milícia maronita com apoio logístico de Israel. O ataque obteve sucesso em exilar Arafat na Tunísia. Em 1985, Israel se retirou do território libanês, exceto por uma estreita faixa de terra designado por Israel como a Zona de Segurança Israelense. A partir de 16 de junho de 2000, Israel tinha retirado completamente as suas tropas do Líbano.
A Primeira Intifada, um levante palestino contra Israel, eclodiu em 1987, com ondas de violência nos territórios ocupados. Ao longo dos seis anos seguintes, mais de mil pessoas foram mortas, muitas das quais por atos internos de violência dos palestinos. Durante a Guerra do Golfo em 1991, a OLP e os palestinos apoiaram os ataques de mísseis lançados contra Israel pelo líder iraquiano Saddam Hussein, na tentativa de provocar a entrada de Israel para a guerra.

### 1993 - 2000:  processo de paz de Oslo

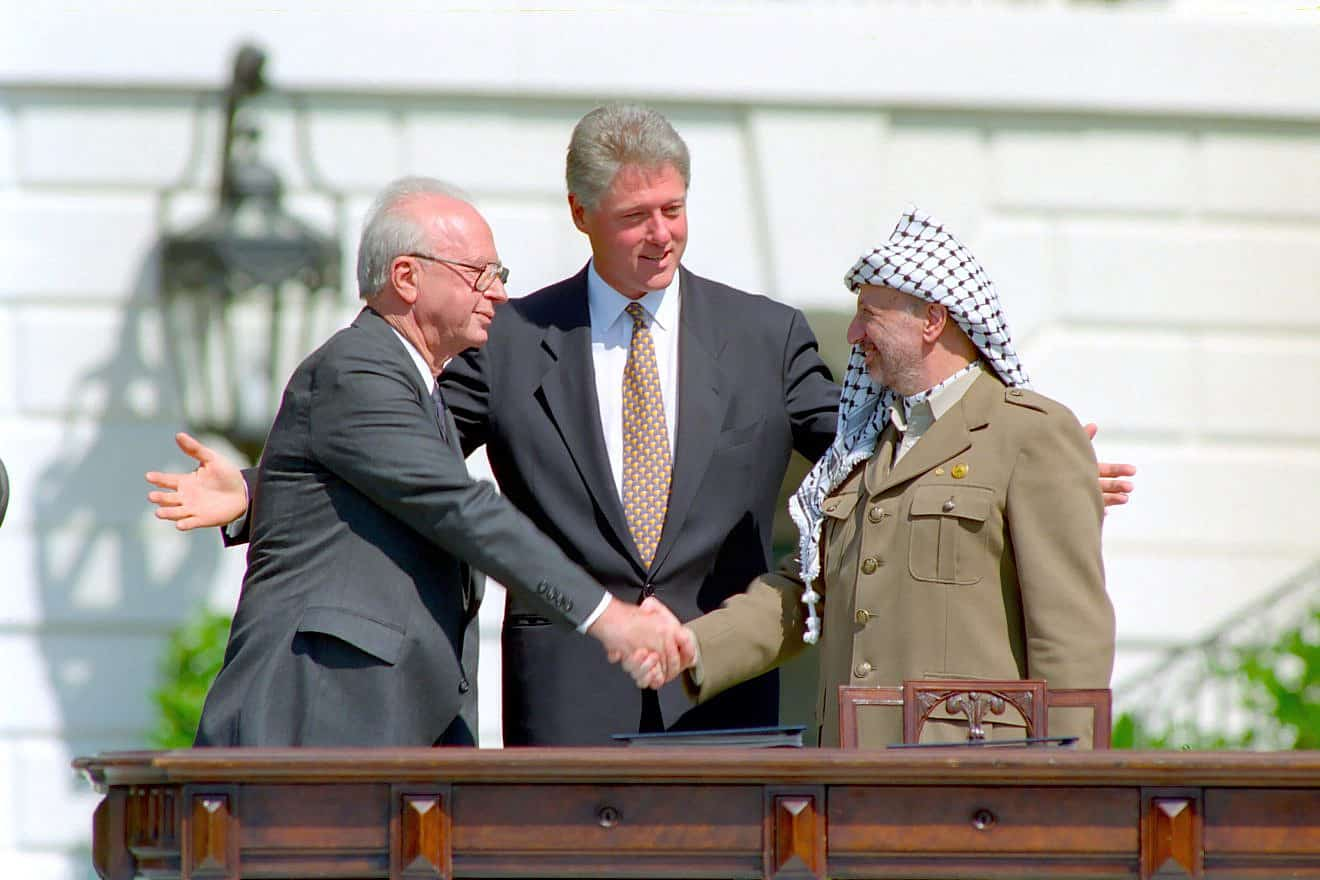
Yitzhak Rabin e Yasser Arafat dão as mãos, acompanhados por Bill Clinton, quando ocorreu a assinatura dos Acordos de Oslo, em 13 de setembro de 1993.

Em 1993, com o Acordo de Paz de Oslo, é criada a Autoridade Palestina, sob o comando de Yasser Arafat, mas os termos do acordo jamais foram cumpridos por ambas as partes. A intenção era o reconhecimento do direito do estado de Israel existir e uma forma de dar fim ao terrorismo. O apoio público dos árabes aos Acordos foi danificado pelo Massacre da Gruta dos Patriarcas, pela continuação dos assentamentos judeus e pela deterioração das condições econômicas. O apoio da opinião pública israelense aos Acordos diminuiu quando Israel foi atingido por ataques suicidas palestinos.
Em novembro de 1995 o assassinato de Yitzhak Rabin por um militante de extrema-direita judeu, chocou o país. No final da década de 1990, Israel, sob a liderança de Benjamin Netanyahu, desistiu de Hebrom, assinando o Memorando de Wye River, dando maior controle da região para a Autoridade Nacional Palestina.
Ehud Barak, eleito primeiro-ministro em 1999, começou por retirar forças israelenses do sul do Líbano, realizando negociações com a Autoridade Palestina de Yasser Arafat e o Presidente dos Estados Unidos Bill Clinton durante a Cúpula de Camp David de 2000. Durante esta cimeira, Ehud Barak ofereceu um plano para o estabelecimento de um Estado palestino na Faixa de Gaza e 91% da Cisjordânia, retendo porém o controlo sobre todas as fronteiras e principais cursos de água, e anexando definitivamente 12% do Vale do Jordão, a região mais fértil da Cisjordânia, a favor de Israel, reservando-se ainda o direito de permanecer entre 12 a 30 anos em outros 10% dessa região. Yasser Arafat rejeitou o acordo, exigindo, como pré-condição para as negociações, a retirada de Israel para as fronteiras de Junho de 1967. Após o colapso das negociações, começou a Segunda Intifada.

### 2000 - 2009

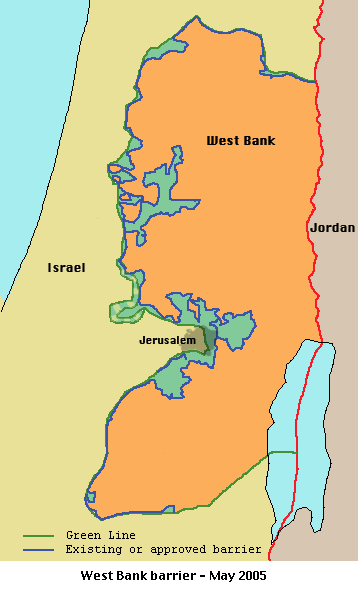
O percurso da barreira israelense da Cisjordânia aprovada em maio de 2005

A Intifada de Al-Aqsa começou no fim de setembro de 2000, na época em que o líder da oposição israelense Ariel Sharon e um grande contingente de guardas armados visitaram o complexo Monte do Templo em Jerusalém. Amplos motins e ataques eclodiram em Jerusalém e em muitas das grandes cidades israelenses, e se espalharam por toda a Cisjordânia e a Faixa de Gaza. Um grupo israelense de direitos humanos, B'Tselem, estimou o número de mortos em 3.396 palestinos e 994 israelenses, embora esse número seja criticado por não mostrar toda a imagem, e não distinguir entre combatentes e civis (terroristas suicidas, por exemplo, são contados entre os mortos).
Ariel Sharon foi escolhido como novo primeiro-ministro em 2001 durante uma eleição especial. Durante seu mandato, Sharon realizou seu plano de retirada unilateral da Faixa de Gaza e também liderou a construção da barreira israelense da Cisjordânia, para dificultar os atentados terroristas de homens-bombas palestinos. Com a eleição de Ariel Sharon, o Estado israelense passou a negar qualquer negociação com os palestinos sem antes cessar os frequentes ataques terroristas aos civis israelenses.[carece de fontes?]
Em 2004, morre Yasser Arafat. A Autoridade Palestina passa ao eleito Mahmud Abbas. Em 2005, Israel evacuou e destruiu de forma unilateral os assentamentos judeus e os postos militares avançados israelenses da Faixa de Gaza e do norte da Cisjordânia (Plano de retirada unilateral de Israel). Entretanto, apesar de ter conquistado a soberania sobre Gaza (mas não sobre a Cisjordânia), os palestinos entraram em um conflito interno que ocasionou a tomada de poder pelo Hamas da Faixa de Gaza e o recrudescimento dos ataques com mísseis caseiros contra Israel a partir desta região, paralisando novamente as conversações de paz. Em 2006 o Hamas, grupo terrorista fundamentalista que não reconhece a existência de Israel, é eleito democraticamente através de voto popular e obtém a maioria das cadeiras no Parlamento Palestino.[carece de fontes?]
No final de dezembro de 2008, o cessar-fogo entre o Hamas e Israel acabou após foguetes serem disparados a partir da Faixa de Gaza, controlada pelo Hamas. Israel respondeu com uma série de intensos ataques aéreos. Em 3 de Janeiro de 2009, tropas israelitas entraram em Gaza marcando o início de uma ofensiva terrestre.
- Video de um ataque com foguetes no sul de Israel, Março de 2009

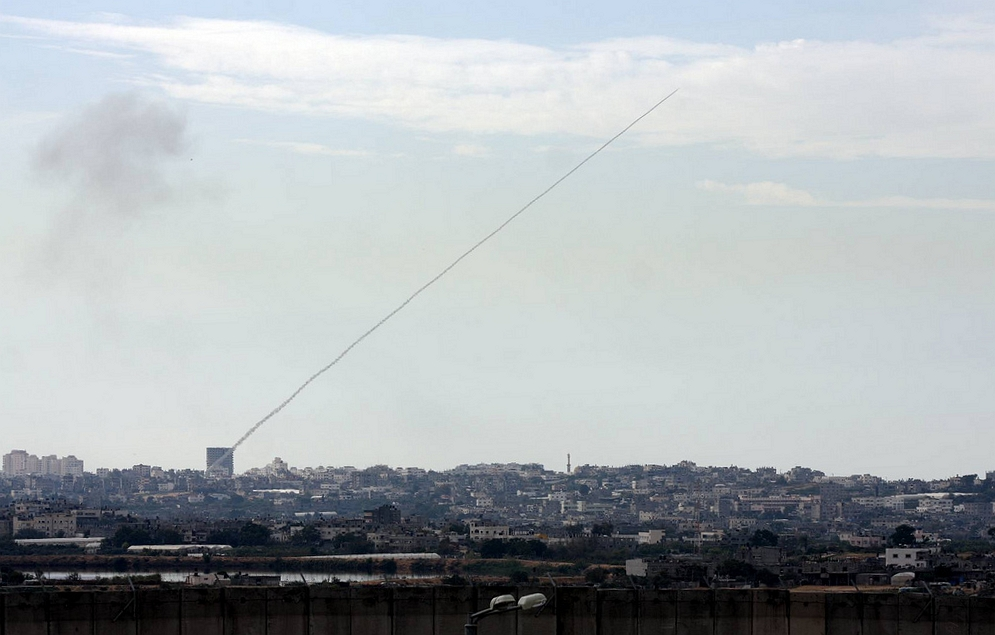
Um foguete Qassam disparado por um civil na Faixa de Gaza para o sul de Israel, janeiro de 2009
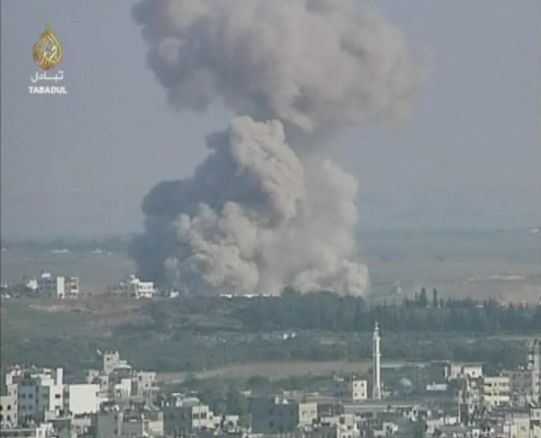
Uma explosão causada por um ataque aéreo israelense na Faixa de Gaza durante o conflito de 2008-2009 entre Israel e Gaza, janeiro de 2009

### 2010 - 2020

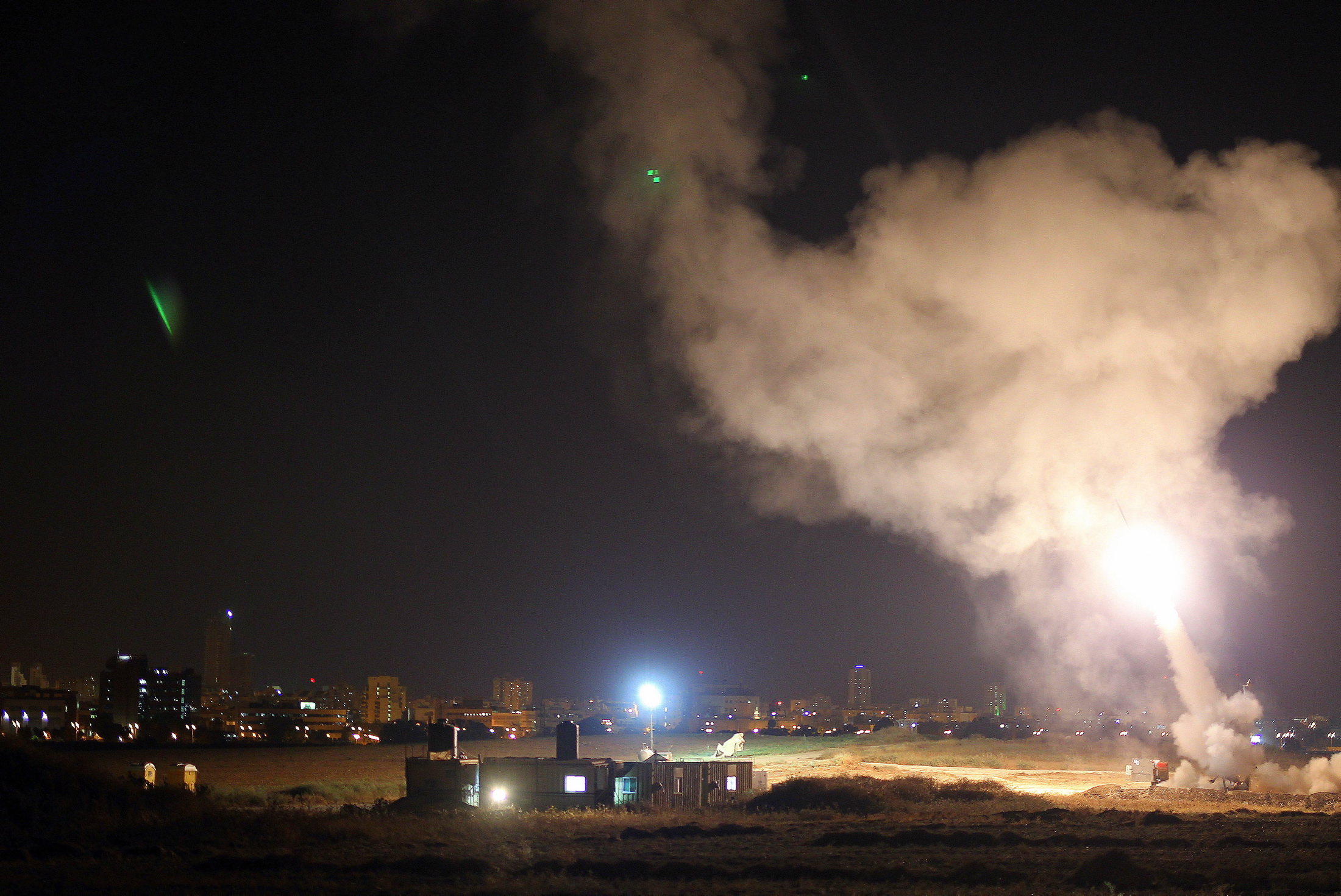
Um míssil sendo disparado do sistema de defesa antiaéreo Cúpula de Ferro durante a Operação Margem Protetora, de 2014.

Em 2 de setembro de 2010, sob a mediação do presidente norte-americano, Barack Obama, e em meio a muito ceticismo, o primeiro-ministro de Israel, Benjamin Netanyahu e o presidente da Autoridade Nacional Palestina (ANP), Mahmoud Abbas, concordaram em retomar negociações de paz diretas, após uma interrupção de 20 meses. Contudo, a irredutibilidade do governo Netanyahu e a proteção diplomática americana impedindo na ONU punições a Israel pela transgressão das normativas internacionais têm reduzindo as margens de manobra dos negociadores, colocando mais uma vez um impasse numa solução final.
Os últimos anos têm sido marcados por acentuados confrontos entre o Hamas e Israel, enquanto as negociações com a ANP estagnavam. Em 2012, um único conflito de uma semana na Faixa de Gaza terminou com a morte de mais de 200 pessoas (a maioria palestinos). Em 2014, o governo israelense lançou uma nova ofensiva contra Gaza que deixou centenas de mortos. Os recentes conflitos são caracterizados por bombardeios aéreos maciços por parte de Israel a áreas palestinas residenciais densamente povoadas, que fazem várias vítimas inocentes, e pelo lançamento de foguetes, majoritariamente Foguete Qassam, pelos militantes palestinos, que acabam atingindo primordialmente áreas desabitadas, embora foquem a população civil israelense.
Segundo o jornalista Pepe Escobar, especialista em questões geopolíticas, os últimos grandes ataques de Israel à Faixa de Gaza  (Operação Chumbo Fundido, entre 2008 e 2009, e sobretudo a Operação Margem Protetora, em 2014) constituem uma espécie de mini solução final, que consiste em expulsar os palestinos de Gaza, despovoando gradativamente a zona e convertendo seus antigos residentes em refugiados. Para o jornalista, a vitória, definida pelos israelenses como 'destruição do Hamas', significa a inexistência de qualquer poder político capaz de impedir Israel de ter acesso à "terra econômica prometida", a saber, os jazimentos de gás natural do território de Gaza. "Trata-se de uma guerra energética disfarçada de limpeza étnica em câmara lenta", diz Escobar.

### 2021–presente
A Crise Israelo-Palestina de 2021 foi um conflito armado entre israelenses e palestinos que ocorreu entre 6 e 21 de maio de 2021, sendo marcado por protestos e tumultos, controle de distúrbios policiais, ataques de foguetes contra Israel pelo Hamas e Jihad Islâmica Palestina e ataques aéreos retaliatórios israelenses contra a Faixa de Gaza. Israel apelidou sua operação militar de Operação Guardião das Muralhas.
Em maio de 2021, ocorreram confrontos entre manifestantes palestinos e a polícia israelense sobre uma decisão planejada da Suprema Corte Israelense sobre despejos de palestinos em Sheikh Jarrah, Jerusalém Oriental. Os confrontos, que coincidiram com os feriados de Laylat al-Qadr e o Dia de Jerusalém, resultaram em mais de trezentas pessoas feridas, a maioria delas civis palestinos e mais de vinte palestinos mortos. Os ataques atraíram condenação internacional para ambos os lados e resultaram no adiamento da decisão da Suprema Corte em trinta dias, depois que o procurador-geral de Israel procurou reduzir as tensões. Em 9 de maio, depois que os palestinos no Monte do Templo estocaram placas, pedras e fogos de artifício, as forças policiais israelenses invadiram a Mesquita de Al-Aqsa, um importante local sagrado para os muçulmanos, antes de uma marcha de judeus nacionalistas que foi posteriormente cancelada, realizada no feriado israelense do Dia de Jerusalém.
Durante as duas semanas de conflito, grupos palestinos como o Hamas e Jihad Islâmica dispararam mais de 4 000 foguetes contra Israel a partir de Gaza, dirigidos primeiramente à região central israelense, inclusive Jerusalém e Bete-Semes, e depois contra cidades israelenses fronteiriças, Asquelom e Asdode, e na direção de Telavive, que causaram a morte de pelo menos onze civis israelenses e um militar, além de dezenas de feridos, bem como danos de extensões variadas a residências e escolas em Israel. Desde o início do disparo dos foguetes palestinos, as Forças de Defesa de Israel empreenderam uma campanha de bombardeios localizados contra as bases militares e tubos de lançamento de foguetes palestinos, os quais se situam aterrados dentro da área urbana da Faixa de Gaza, densamente povoada por civis palestinos. Mais de 230 palestinos foram mortos, incluindo comandantes de organizações islamitas, operadores de foguetes e civis palestinos, especialmente em Gaza, no decorrer das hostilidades, como resultado dos bombardeios israelenses e de centenas de foguetes palestinos que caíram dentro de Gaza, sem chegar ao espaço aéreo israelense. Tanto Israel quanto a organização Defense for Children ("Em Defesa das Crianças", em tradução livre), um grupo palestino de direitos humanos, afirmam que vários dos civis palestinos mortos foram atingidos pelos foguetes do Hamas que caíram dentro de Gaza, e não pelos bombardeios israelenses, embora a Defense for Children afirme também que algumas crianças morreram devido aos bombardeios israelenses.

#### Conflitos em 2022
A Operação Amanhecer foi um ataque aéreo pelas Forças de Defesa de Israel no dia 5 de agosto de 2022 na Faixa de Gaza, alegando ser um ataque preventivo contra supostos planos do grupo militante palestino, Jihad Islâmica, para ataques de misseis contra cidades israelenses. Os bombardeios continuam no dia 7. Israel alertou que a operação poderia durar uma semana. O ataque atingiu partes dos bairros de al-Remal, Khan Younis, Rafah e al-Shuja’iya. Grupos palestinos responderam ao ataque com mísseis durante a noite. Pelo menos 31 pessoas foram mortas nas primeiras 24 horas de operação, com outras 260 sendo feridas. O bombardeio aconteceu após uma escalada de tensões, com a detenção por parte das autoridades Israelenses da liderança palestina Bassam al-Saadi, como também do fechamento de fronteiras importante para a economia palestina e o impedimento do transporte de combustível para Gaza, reduzindo a já vulnerável disponibilidade de energia.
A Cisjordânia também testemunhou um aumento no número de ataques por parte de colonos israelenses e soldados, como também demolições de casas e detenção de palestinos.
A motivação dos bombardeios foi atribuída ao clima de véspera eleitoral em Israel e a tentativa da coalização governante de se mostrar mais dura diante da possibilidade de retorno do Likud ao poder. A Organização das Nações Unidas (ONU) lamentou as mortes e emitiu um aviso sobre o perigo de escalada do conflito, principalmente diante da escassez de recursos humanitários que podem ser requeridos, já esgotados por outros conflitos. O coordenador do Conselho de Segurança Nacional dos Estados Unidos (NSC), John Kirby, defendeu o bombardeio israelenses, e chamou por uma desescalada do conflito. A Turquia condenou os ataques, enquadrando-os como "inaceitáveis". O Egito, tradicional mediador do conflito israelo-palestino, declarou que estava trabalhando por um consenso pelo fim do conflito.

#### Conflitos em 2023 e 2024
A Guerra Israel-Hamas, também referido como conflito Israel-Gaza ou conflito israelo-palestino de 2023, começou em 7 de outubro após um ataque terrorista coordenado por vários grupos militantes palestinos contra cidades israelenses, passagens de fronteira, instalações militares adjacentes e colonatos civis nas proximidades da Faixa de Gaza, no sul de Israel. Descrito como uma Terceira Intifada por alguns observadores, as hostilidades foram iniciadas por um bombardeio de mísseis contra Israel e incursões transportadas em veículos para o território israelense, tendo sido realizados vários ataques contra os militares israelenses, bem como contra as comunidades civis israelenses. A retaliação israelense com bombardeios e incursões militares contra Gaza foi chamada de Operação Espadas de Ferro.
O conflito começou com o ataque surpresa palestino contra Israel, que aconteceu em 7 de outubro, organizado por grupos militantes palestinos, liderados pelo Hamas, com o suporte de grupos como a Jihad Islâmica e a Frente Popular para a Libertação da Palestina, apoiados pelo Irã. O presidente da Autoridade Palestina, Mahmoud Abbas, apoiou verbalmente o levante, afirmando que os palestinos tinham o direito de se defenderem contra a ocupação israelense. O Coordenador Especial das Nações Unidas para o Processo de Paz no Oriente Médio, a União Europeia e muitos países membros expressaram condenação dos ataques e disseram que Israel tinha o direito à autodefesa. Pelo menos 2 200 mísseis foram disparados da Faixa de Gaza nas primeiras horas enquanto militantes do Hamas violavam a barreira Israel-Gaza, matando pelo menos 200 israelenses e levando o governo de Israel a declarar estado de emergência; o primeiro-ministro israelense, Benjamin Netanyahu, afirmou que Israel "está em guerra" em um discurso nacional após o início dos ataques. Militantes palestinos que se infiltraram em Israel invadiram vários kibutz ao redor da Faixa de Gaza e da cidade israelense de Sderot, com fontes da mídia palestina e israelense relatando que soldados e civis israelenses haviam sido feitos reféns.
Após expulsar os guerrilheiros palestinos de seu território, Israel lançou uma intensa campanha de bombardeios e invadiu a Faixa de Gaza em 27 de outubro (vinte dias após o início dos ataques palestinos) com o objetivo declarado de destruir o Hamas e libertar os reféns. As forças israelenses lançaram inúmeras campanhas durante a invasão, incluindo a ofensiva de Rafah em maio de 2024, três batalhas travadas ao redor de Khan Yunis e o cerco ao norte de Gaza em outubro de 2024, e assassinaram líderes do Hamas dentro e fora de Gaza. A intensidade dos bombardeios israelenses chocou a opinião pública internacional, enquanto o mundo se dividia entre os que apoiavam o direito do Estado Israelense de se defender e aqueles que afirmavam que a matança era desproporcional e desnecessária. Um cessar-fogo temporário em novembro de 2023 foi rompido e um segundo cessar-fogo em janeiro de 2025 também não perdurou, sendo interrompido por um ataque surpresa de Israel em março de 2025.

## Histórico demográfico

### Século XIX – 1948
| Ano  | Judeus    | Árabes    | Total     |
| ---- | --------- | --------- | --------- |
| 1800 | 6 700     | 268 000   | 274 700   |
| 1880 | 24 000    | 525 000   | 549 000   |
| 1915 | 87 500    | 590 000   | 677 500   |
| 1931 | 174 000   | 837 000   | 1 011 000 |
| 1936 | > 400 000 | < 800 000 | 1 200 000 |
| 1947 | 630 000   | 1 310 000 | 1 940 000 |

| Ano  | Israel    | Israel  | Total     |
| Ano  | Judeus    | Árabes  | Total     |
| ---- | --------- | ------- | --------- |
| 1949 | 1 013 900 | 159 100 | 1 173 000 |
| 1961 | ?         | ?       | ?         |

| Ano  | Ocupados pelo Egito em Gaza | Ocupados pelo Egito em Gaza | Ocupados pela Jordânia na Cisjordânia | Ocupados pela Jordânia na Cisjordânia | Total |
| Ano  | Judeus                      | Árabes                      | Judeus                                | Árabes                                | Total |
| ---- | --------------------------- | --------------------------- | ------------------------------------- | ------------------------------------- | ----- |
| 1950 | ?                           | 240 000                     | ?                                     | 765 000                               | ?     |
| 1960 | ?                           | 302 000                     | ?                                     | 799 000                               | ?     |

| Ano  | Israel    | Israel  | Total     |
| Ano  | Judeus    | Árabes  | Total     |
| ---- | --------- | ------- | --------- |
| 1949 | 1 013 900 | 159 100 | 1 173 000 |
| 1961 | ?         | ?       | ?         |

| Ano  | Ocupados pelo Egito em Gaza | Ocupados pelo Egito em Gaza | Ocupados pela Jordânia na Cisjordânia | Ocupados pela Jordânia na Cisjordânia | Total |
| Ano  | Judeus                      | Árabes                      | Judeus                                | Árabes                                | Total |
| ---- | --------------------------- | --------------------------- | ------------------------------------- | ------------------------------------- | ----- |
| 1950 | ?                           | 240 000                     | ?                                     | 765 000                               | ?     |
| 1960 | ?                           | 302 000                     | ?                                     | 799 000                               | ?     |

| Ano  | Israel    | Israel    | Total     |
| Ano  | Judeus    | Árabes    | Total     |
| ---- | --------- | --------- | --------- |
| 1967 | 2 383 600 | 392 700   | 2 776 300 |
| 1973 | 2 845 000 | 493 200   | 3 338 200 |
| 1983 | 3 412 500 | 706 100   | 4 118 600 |
| 1990 | 3 946 700 | 875 000   | 4 821 700 |
| 1995 | 4 522 300 | 1 004 900 | 5 527 200 |
| 2000 | 4 955 400 | 1 188 700 | 6 144 100 |
| 2006 | 5 137 800 | 1 439 700 | 6 652 896 |

| Ano  | Ocupados por Israel em Gaza | Ocupados por Israel em Gaza | Ocupados por Israel na Cisjordânia | Ocupados por Israel na Cisjordânia |           |
| Ano  | Judeus                      | Árabes                      | Judeus                             | Árabes                             |           |
| ---- | --------------------------- | --------------------------- | ---------------------------------- | ---------------------------------- | --------- |
| 1970 | ?                           | 368 000                     | ?                                  | 677 000                            | ?         |
| 1980 | ?                           | 497 000                     | ?                                  | 964 000                            | ?         |
| 1985 | ?                           | 532 288                     | ?                                  | 1 044 000                          | ?         |
| 1990 | ?                           | 642 814                     | ?                                  | 1 254 506                          | ?         |
| 1995 | ?                           | 875 231                     | ?                                  | 1 626 689                          | ?         |
| 2000 | ?                           | 1 132 063                   | ?                                  | 2 020 298                          | ?         |
| 2006 | 0                           | 1 428 757                   | 255 600                            | 2 460 492                          | 4 144 849 |

| Ano  | Israel    | Israel    | Total     |
| Ano  | Judeus    | Árabes    | Total     |
| ---- | --------- | --------- | --------- |
| 1967 | 2 383 600 | 392 700   | 2 776 300 |
| 1973 | 2 845 000 | 493 200   | 3 338 200 |
| 1983 | 3 412 500 | 706 100   | 4 118 600 |
| 1990 | 3 946 700 | 875 000   | 4 821 700 |
| 1995 | 4 522 300 | 1 004 900 | 5 527 200 |
| 2000 | 4 955 400 | 1 188 700 | 6 144 100 |
| 2006 | 5 137 800 | 1 439 700 | 6 652 896 |

| Ano  | Ocupados por Israel em Gaza | Ocupados por Israel em Gaza | Ocupados por Israel na Cisjordânia | Ocupados por Israel na Cisjordânia |           |
| Ano  | Judeus                      | Árabes                      | Judeus                             | Árabes                             |           |
| ---- | --------------------------- | --------------------------- | ---------------------------------- | ---------------------------------- | --------- |
| 1970 | ?                           | 368 000                     | ?                                  | 677 000                            | ?         |
| 1980 | ?                           | 497 000                     | ?                                  | 964 000                            | ?         |
| 1985 | ?                           | 532 288                     | ?                                  | 1 044 000                          | ?         |
| 1990 | ?                           | 642 814                     | ?                                  | 1 254 506                          | ?         |
| 1995 | ?                           | 875 231                     | ?                                  | 1 626 689                          | ?         |
| 2000 | ?                           | 1 132 063                   | ?                                  | 2 020 298                          | ?         |
| 2006 | 0                           | 1 428 757                   | 255 600                            | 2 460 492                          | 4 144 849 |